# Fakarava (comuna)
Fakarava é uma comuna da Polinésia Francesa, no arquipélago de Tuamotu. Estende-se por uma área de 100,5 km², com 1.578 habitantes, segundo os censos de 2007, com uma densidade de 16 hab/km².